# Theta Cephei
Désignations
Theta Cephei (en abrégé θ Cep) est une étoile binaire de la constellation boréale de Céphée. Elle est visible à l'œil nu avec une magnitude apparente combinée de 4,22. D'après la mesure de sa parallaxe annuelle par le satellite Hipparcos, elle est distante d'environ ∼ 136 a.l. (∼ 41,7 pc) de la Terre.

## Propriétés
Theta Cephei est une binaire spectroscopique à raies simples, avec une période orbitale d'environ 2,5 ans. On pensait que son excentricité était faible, autour de 0,03, mais des mesures et calculs plus récents donnent une valeur beaucoup plus élevée de 0,38.
L'étoile primaire est une étoile Am, un type d'étoile chimiquement particulière montrant des surabondances marquées de certains métaux ; elle s'est vu attribuer un type spectral de kA7hF1mF2,. Cette notation complexe indique que dans son spectre, la raie K du calcium est celle d'une étoile de type A7, que les raies de l'hydrogène de la série de Balmer sont celles d'une étoile de type F1, et que les raies métalliques sont celles d'une étoile de type F2. Elle a aussi été classée comme une géante blanche de type spectral A7III.
Le compagnon est calculé être environ 400 fois plus faible que l'étoile primaire. Il est complètement invisible dans le spectre, mais il est estimé être une étoile sur la séquence principale de type spectral K7 et d'une masse minimale équivalent à 62 % la masse solaire.

## Nomenclature
θ Cephei, latinisé en Theta Cephei, est la désignation de Bayer du système. Il porte également la désignation de Flamsteed de 2 Cephei et il partage le nom d'Al Kidr avec η Cep.
En astronomie chinoise traditionnelle, θ Cephei faisait partie de l'astérisme de Tiangou (en chinois Tiān Gōu, 天鈎), représentant un crochet.